# Ciarán von Clonmacnoise

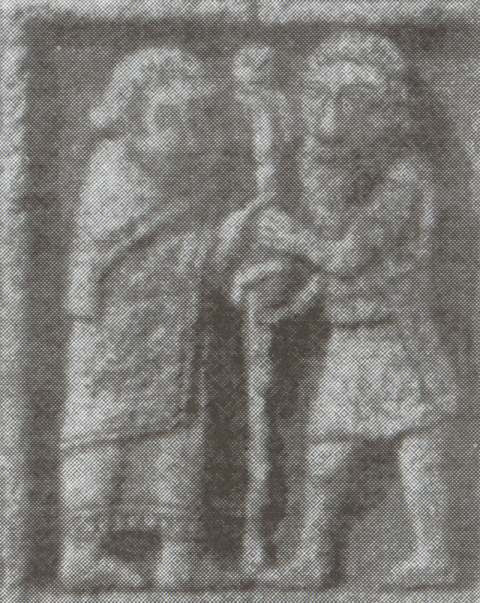
Ciarán (links) errichtet zusammen mit König Diarmuid den ersten Pfosten des Klosters Clonmacnoise (Cross of the Scriptures, 10. Jahrhundert)

Ciarán von Clonmacnoise (* 512 in Fuerty, Roscommon, Connacht; † 9. September 544 in Clonmacnoise), auch Queranus, Kieran oder Kiaran der Jüngere genannt, war Begründer und erster Abt des Klosters Clonmacnoise. Er wird vorwiegend in Irland als Heiliger verehrt und den Zwölf Aposteln von Irland zugeordnet.

## Leben
Der Überlieferung zufolge war Ciarán der Sohn eines Zimmermannes und Wagenbauers namens Beoit. Er wurde 512, nach anderen Quellen 516, in Roscommon geboren und kam bereits in früher Jugend in das Kloster Clonard, wo er  zusammen mit Columban und Brendan von Finnian erzogen wurde. In Clonard wurde Ciarán Mönch. Er galt als der Gelehrteste unter seinen Mitbrüdern, und so wurde er der Erzieher der Tochter des Königs von Cuala. Ab dem Jahr 534 lebte er mit Enda von Aran sieben Jahre lang als Einsiedler auf der Insel Inishmore, später in Zentralirland. Dort lernte er Senan kennen. Aus seinem Kloster wurde er vertrieben, weil seine Großzügigkeit den Armen gegenüber das Vermögen der Abtei gefährdet haben soll. Danach lebte er mit acht Brüdern wiederum auf Inishmore in Dún Angus, bis er im Januar 544 das Kloster Clonmacnoise bei Athlone gründete, dessen erster Abt er wurde. Er gab diesem Kloster eine strenge Regel, da er gerade an solchen Mönchen interessiert war, die der Welt vollkommen entsagen wollten.
Ciarán starb am 9. September 544 in dem von ihm gegründeten Kloster.

## Wirkung
Das von Ciarán gegründete Kloster Clonmacnoise galt bis zu seiner Auflösung im Jahre 1552 als ein Hort der Gelehrsamkeit, so entstand dort kurz vor dem Jahr 1100 die älteste noch erhaltene irischsprachige Handschrift, das Lebor na hUidre. Auch die von ihm aufgestellte Mönchsregel erwies sich als einflussreich, so folgte etwa die Hälfte aller irischen Klöster dieser Regel.
Ciarán ist einer von wenigen irischen Heiligen, die auch in Martyrologien auf dem Festland erwähnt werden. Er findet etwa im Martyrologium von Usuard sowie im Martyrologium Sangallensis aus dem 10. Jahrhundert Erwähnung. In den ältesten Lebensbeschreibungen, die im 12. Jahrhundert entstanden, findet sich seine Lebensgeschichte oftmals parallel zu der von Jesus gezeichnet, so etwa beim Zimmermannsberuf des Vaters und sein Tod im Alter von 33 Jahren. Er wird häufig mit Ciarán von Saigir verwechselt.
Sein Gedenktag ist der 9. September.